# Joël Genazzi
Joël Genazzi (* 10. Februar 1988 in London, England, Großbritannien) ist ein ehemaliger Schweizer Eishockeyspieler, der im Verlauf seiner aktiven Karriere zwischen 2004 und 2025 unter anderem 872 Spiele für Fribourg-Gottéron, die SCL Tigers und den Lausanne HC in der Schweizer National League (A) auf der Position des Verteidigers bestritten hat. Den Grossteil absolvierte Genazzi davon für den Lausanne HC, mit dem er zweimal Vizemeister wurde. Seinen grössten Karriereerfolg feierte er im Trikot der Schweizer Nationalmannschaft mit dem Gewinn der Silbermedaille bei der Weltmeisterschaft 2018.

## Karriere

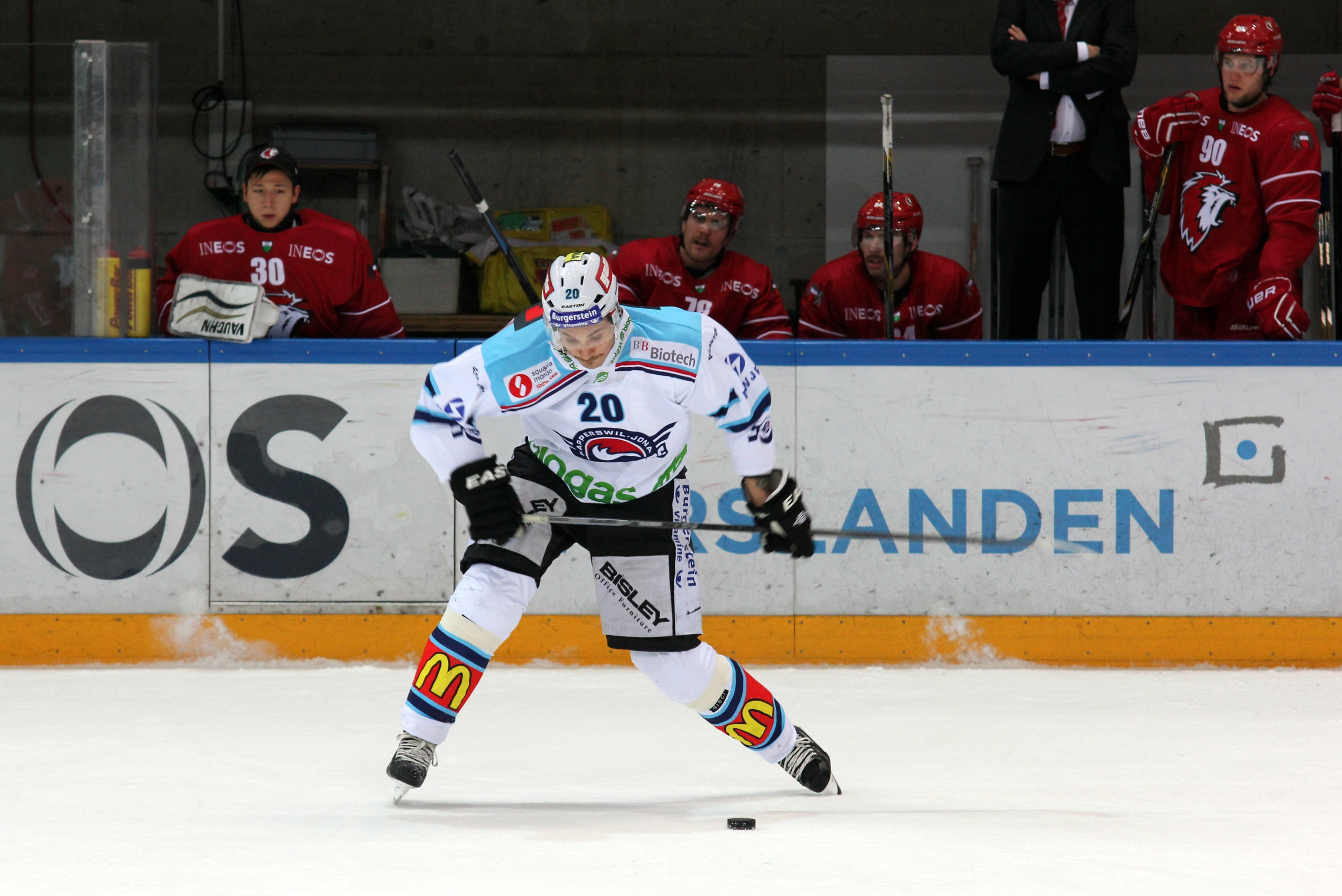
Genazzi im Trikot des Lausanne HC (2014)

Genazzi stammt gebürtig aus dem Tessin und wuchs in Greifensee bei Zürich auf, wo er die Sporthandelsschule besuchte. Er spielte in der Jugend beim EHC Dübendorf und bis 2005 in der Nachwuchsbewegung des EHC Kloten. Anschliessend wechselte der Stürmer zu Fribourg-Gottéron. Im Trikot der Üechtländer gab er im Laufe der Saison 2006/07 seinen Einstand in der National League A (NLA).
Im Sommer 2009 wechselte Genazzi zum EHC Visp in die National League B (NLB) und blieb eine Spielzeit lang im Wallis, ehe er wieder in die NLA ging und sich den SCL Tigers anschloss. Dort wurde er durch Trainer John Fust vom Stürmer zum Verteidiger umgeschult. Nach drei Jahren in Langnau zog er 2014 innerhalb der NLA zum Lausanne HC weiter. In den Spielzeiten 2015/16 sowie 2016/17 war Genazzi, der im Oktober 2016 einen Fünfjahresvertrag bei den Waadtländern unterzeichnet hatte, mit elf beziehungsweise 16 Treffern torgefährlichster Verteidiger der NLA. In den Frühjahren 2024 und 2025 wurde er mit dem LHC Vizemeister. Anschliessend beendete der 37-Jährige im Frühjahr 2025 seine aktive Karriere.

### International
Im Jahr 2017 wurde Genazzi erstmals ins Weltmeisterschaftskader der Herren-Nationalmannschaft berufen. Es folgten weitere Teilnahmen in den Jahren 2018 und 2019. Mit Gewinn der Silbermedaille im Jahr 2018 feierte Genazzi mit der Mannschaft einen der grössten Erfolge der Schweizer Eishockey-Geschichte.
Zuvor vertrat er die Juniorenauswahl bei der U18-Junioren-Weltmeisterschaft der Division I 2006.

## Erfolge und Auszeichnungen
- 2018 NL Media Swiss All-Star Team
- 2024 Schweizer Vizemeister mit dem Lausanne HC
- 2025 Schweizer Vizemeister mit dem Lausanne HC

### International
- 2006 Aufstieg in die Top-Division bei der U18-Junioren-Weltmeisterschaft der Division I
- 2018 Silbermedaille bei der Weltmeisterschaft

## Karrierestatistik

### International
Vertrat die Schweiz bei:
- U18-Junioren-Weltmeisterschaft der Division I 2006
- Weltmeisterschaft 2017
- Weltmeisterschaft 2018
- Weltmeisterschaft 2019

(Legende zur Spielerstatistik: Sp oder GP = absolvierte Spiele; T oder G = erzielte Tore; V oder A = erzielte Assists; Pkt oder Pts = erzielte Scorerpunkte; SM oder PIM = erhaltene Strafminuten; +/− = Plus/Minus-Bilanz; PP = erzielte Überzahltore; SH = erzielte Unterzahltore; GW = erzielte Siegtore; 1 Play-downs/Relegation; Kursiv: Statistik nicht vollständig)